# Black Science
Black Science je druhým studiovým albem skupiny GZR baskytaristy Black Sabbath Geezera Butlera. Obal alba má představovat skladbu Black Sabbath Hand Of Doom. 

## Seznam skladeb
| Pořadí | Název              | Délka |
| ------ | ------------------ | ----- |
| 1.     | Man in A Suitcase  | 4:09  |
| 2.     | Box of Six         | 3:53  |
| 3.     | Mysterons          | 5:36  |
| 4.     | Justified          | 4:05  |
| 5.     | Department S       | 4:45  |
| 6.     | Area Code 51       | 4:48  |
| 7.     | Has to Be          | 3:29  |
| 8.     | Number 5           | 5:04  |
| 9.     | Among the Cybermen | 4:43  |
| 10.    | Unspeakable Elvis  | 3:47  |
| 11.    | Xodiak             | 3:34  |
| 12.    | Trinity Road       | 3:26  |

## Bonus
| Pořadí | Název                           | Délka |
| ------ | ------------------------------- | ----- |
| 13.    | Beach Skeleton (jen v Japonsku) | 3:28  |

## Obsazení
- Geezer Butler - baskytara, klávesové nástroje
- Clark Brown - zpěv
- Deen Castronovo - bicí
- Pedro Howse - kytara